# 全日本フィギュアスケートノービス選手権
全日本フィギュアスケートノービス選手権は、日本スケート連盟が主催するフィギュアスケートのノービスクラスの日本一を決定する選手権大会である。大会の中でもスケーター達の登竜門であるとされる。

## 概要

### 歴史
全日本ノービス選手権が創設される前は、各都道府県のスケート連盟および各地のスケート場などが主催するノービスクラス向けの大会はあったものの、全国大会に相当する選手権大会は存在しなかった。1997年1月、JOC杯のカテゴリにノービスクラスが創設され初めて全国規模の大会が実施され、1997-1998年シーズンより、全日本フィギュアスケートノービス選手権として独立し第1回大会が開催され現在に至る。
第9回よりISUジャッジングシステムが導入された。
第15回からノービスダンス（アイスダンス）を実施している。

### 参加資格
東北・北海道ブロック、関東ブロック、東京ブロック、中部ブロック、近畿ブロック、中四国・九州ブロックの6つの地区で予選が行われ、各ブロックの上位選手と全国有望新人発掘合宿において優秀と認められた推薦選手が本戦となる全日本フィギュアスケートノービス選手権へ出場することができる。なお、ジュニアクラスおよびシニアクラスでは、地区予選を勝ち抜いた選手は最終予選として東日本選手権と西日本選手権に出場するが、全日本ノービス選手権には無い。

### 年齢制限
男女シングルのAクラスはスケート年齢で11歳以上12歳以下、男女シングルのBクラスはスケート年齢で9歳以上10歳以下、ノービスダンス男子はスケート年齢で9歳以上16歳以下、ノービスダンス女子はスケート年齢で9歳以上14歳以下である。
| 種目           | 種目    | スケート年齢     | 級                  |
| -------------- | ------- | ---------------- | ------------------- |
| 男子シングル   | Aクラス | 11歳以上12歳以下 | バッジテスト4級以上 |
| 男子シングル   | Bクラス | 9歳以上10歳以下  | バッジテスト3級以上 |
| 女子シングル   | Aクラス | 11歳以上12歳以下 | バッジテスト6級以上 |
| 女子シングル   | Bクラス | 9歳以上10歳以下  | バッジテスト5級以上 |
| ノービスダンス | 男子    | 9歳以上16歳以下  | プレブロンズ以上    |
| ノービスダンス | 女子    | 9歳以上16歳以下  | プレブロンズ以上    |

### 飛び級
ノービスAクラスの1～3位選手は、1つ上のクラスである全日本ジュニア選手権への特別出場資格を与えられ、年齢制限の対象外として飛び級で全日本ジュニア選手権へ推薦出場することができる。なお、全日本ジュニア選手権の1～8位選手はシニアクラスの全日本選手権への特別出場資格を与えられるが、ノービスAクラスの選手が該当した場合は2つの飛び級となるため現在は特別出場資格を与えられず対象者を繰り下げる。

## 大会結果
成績は児童こども・若年選手の保護を目的として、未作成含む独立作成基準を満たした選手に限る。目安は次の通り。
1. シニア
  1. オリンピック、オリンピック予選、世界フィギュアスケート選手権、ヨーロッパフィギュアスケート選手権、四大陸フィギュアスケート選手権、ISUグランプリシリーズ、ISUチャレンジャーシリーズに出場。
  2. ISUのカレンダーコンペティションで3位以上。
2. ジュニア
  1. 世界ジュニアフィギュアスケート選手権、ユースオリンピックのフィギュアスケート競技で3位以上。
  2. ISUジュニアグランプリファイナルに出場。
  3. ISUジュニアグランプリシリーズで優勝。
3. 各国の第一人者
4. その他、特筆性がある。
  1. ある技に世界で初めて成功するなど、フィギュアスケート界に革新的な業績を残した。
  2. 各国全国選手権の最高クラス3位以上で、出身国以外のメディアにも取り上げられるほどの著名性がある。
  3. プロスケーターとして出身国以外のメディアにも取り上げられるほどの著名性がある。
5. フィギュアスケートコーチ・フィギュアスケート振付師・競技関係者
  1. ここまでに該当する選手が、該当する業績を上げた当時のコーチ・振付を担当した。
  2. スケート連盟で強化部長クラス以上の役職を務めた。
  3. フィギュアスケートに関する著作があるか、メディアでフィギュアスケート解説者として活動した。
6. フィギュアスケート以外での著名人。

### 男子シングル

#### ノービスA
| 回 | 年   | 開催地                                           | 主な出場選手                                                                                          |
| -- | ---- | ------------------------------------------------ | --- |
| 1  | 1997 | 長野市：長野市真島総合スポーツアリーナ           | 2位小林宏一3位梅谷英生4位高橋大輔6位南里康晴                                                          |
| 2  | 1998 | 新宿区：明治神宮外苑アイススケート場             | 2位高橋大輔3位岸本一美4位南里康晴5位梅谷英生8位織田信成                                               |
| 3  | 1999 | 新宿区：明治神宮外苑アイススケート場             | 2位織田信成3位柴田嶺                                                                                  |
| 4  | 2000 | 松戸市：新松戸アイスアリーナ                     | 優勝小塚崇彦2位鳥居拓史                                                                               |
| 5  | 2001 | 神戸市：神戸市立ポートアイランドスポーツセンター | 優勝小塚崇彦4位町田樹20位水谷心                                                                       |
| 6  | 2002 | 川越市：東武川越スケートセンター                 | 優勝無良崇人4位町田樹10位佐々木彰生                                                                   |
| 7  | 2003 | 甲府市：小瀬スポーツ公園アイスアリーナ           | 優勝無良崇人2位中村健人4位佐々木彰生11位野口博一                                                      |
| 8  | 2004 | 新宿区：明治神宮外苑アイススケート場             | 優勝近藤琢哉2位中村健人3位木原龍一6位鈴木健太郎10位野口博一                                           |
| 9  | 2005 | 川越市：東武川越スケートセンター                 | 7位坪井遥司9位木原龍一12位鈴木健太郎13位鈴木潤                                                        |
| 10 | 2006 | 倉敷市：ヘルスピア倉敷                           | 優勝日野龍樹2位田中刑事3位羽生結弦13位鈴木潤                                                          |
| 11 | 2007 | 八戸市：新井田インドアリンク                     | 優勝羽生結弦2位田中刑事3位日野龍樹7位佐藤洸彬9位川原星                                                |
| 12 | 2008 | 八戸市：新井田インドアリンク                     | 優勝川原星2位佐藤洸彬22位宮田大地                                                                     |
| 13 | 2009 | 八戸市：新井田インドアリンク                     | 優勝宇野昌磨2位中村優3位宮田大地5位鎌田英嗣8位梶田健登12位市橋翔哉13位友野一希20位中野耀司            |
| 14 | 2010 | 千葉市：アクアリンクちば                         | 優勝宇野昌磨2位本田太一3位友野一希4位市橋翔哉8位中野耀司                                              |
| 15 | 2011 | 西東京市：ダイドードリンコアイスアリーナ         | 優勝本田太一2位山本草太3位山隈太一朗                                                                  |
| 16 | 2012 | 京都市：京都アクアリーナ                         | 優勝山本草太2位山隈太一朗12位須本光希                                                                 |
| 17 | 2013 | ひたちなか市：笠松運動公園アイススケート場       | 優勝島田高志郎2位三宅星南3位西山真瑚4位木科雄登8位須本光希18位森口澄士                                |
| 18 | 2014 | 高槻市：関西大学アイスアリーナ                   | 優勝三宅星南2位島田高志郎3位木科雄登4位西山真瑚5位本田ルーカス剛史8位壷井達也14位鍵山優真19位森口澄士 |
| 19 | 2015 | 西東京市：ダイドードリンコアイスアリーナ         | 優勝佐藤駿3位壷井達也4位鍵山優真5位吉岡希8位片伊勢武9位本田ルーカス剛史                               |
| 20 | 2016 | 尼崎市：尼崎スポーツの森                         | 優勝佐藤駿2位片伊勢武4位三浦佳生6位吉岡希                                                             |
| 21 | 2017 | 大津市：滋賀県立アイスアリーナ                   | 優勝三浦佳生2位垣内珀琉3位中村俊介                                                                    |
| 22 | 2018 | 高石市：大阪府立臨海スポーツセンター             | 2位中村俊介3位森本涼雅5位垣内珀琉                                                                     |
| 23 | 2019 | 西東京市：ダイドードリンコアイスアリーナ         | 優勝森本涼雅4位田内誠悟5位周藤集                                                                      |
| 24 | 2020 | 前橋市：ALSOKぐんまアイスアリーナ                | 優勝中田璃士2位田内誠悟                                                                               |
| 25 | 2021 | 大津市：滋賀県立アイスアリーナ                   | 優勝中田璃士3位高橋星名                                                                               |
| 26 | 2022 | 札幌市：札幌市月寒体育館                         | 優勝高橋星名                                                                                          |
| 27 | 2023 | 西東京市：ダイドードリンコアイスアリーナ         | |
| 28 | 2024 | 尼崎市：尼崎スポーツの森                         | |

#### ノービスB
| 回 | 年   | 開催地                                           | 主な出場選手                                                                                          |
| -- | ---- | ------------------------------------------------ | --- |
| 1  | 1997 | 長野市：長野市真島総合スポーツアリーナ           | 2位織田信成                                                                                           |
| 2  | 1998 | 新宿区：明治神宮外苑アイススケート場             | 優勝小塚崇彦3位鳥居拓史                                                                               |
| 3  | 1999 | 新宿区：明治神宮外苑アイススケート場             | 優勝小塚崇彦7位町田樹                                                                                 |
| 4  | 2000 | 松戸市：新松戸アイスアリーナ                     | 3位無良崇人4位町田樹6位佐々木彰生                                                                     |
| 5  | 2001 | 神戸市：神戸市立ポートアイランドスポーツセンター | 優勝無良崇人2位佐々木彰生3位中村健人                                                                  |
| 6  | 2002 | 川越市：東武川越スケートセンター                 | 優勝中村健人6位木原龍一11位鈴木健太郎                                                                 |
| 7  | 2003 | 甲府市：小瀬スポーツ公園アイスアリーナ           | 優勝木原龍一2位鈴木潤3位鈴木健太郎                                                                    |
| 8  | 2004 | 新宿区：明治神宮外苑アイススケート場             | 優勝羽生結弦2位鈴木潤6位日野龍樹8位田中刑事                                                           |
| 9  | 2005 | 川越市：東武川越スケートセンター                 | 優勝日野龍樹2位羽生結弦3位田中刑事13位佐藤洸彬                                                        |
| 10 | 2006 | 倉敷市：ヘルスピア倉敷                           | 4位宇野昌磨7位佐藤洸彬15位宮田大地                                                                    |
| 11 | 2007 | 八戸市：新井田インドアリンク                     | 優勝宇野昌磨2位中村優5位宮田大地6位梶田健登10位鎌田英嗣                                               |
| 12 | 2008 | 八戸市：新井田インドアリンク                     | 優勝宇野昌磨6位友野一希9位市橋翔哉11位本田太一                                                        |
| 13 | 2009 | 八戸市：新井田インドアリンク                     | 2位本田太一3位山隈太一朗5位山本草太                                                                   |
| 14 | 2010 | 千葉市：アクアリンクちば                         | 優勝山本草太2位山隈太一朗10位須本光希                                                                 |
| 15 | 2011 | 西東京市：ダイドードリンコアイスアリーナ         | 2位西山真瑚7位三宅星南9位木科雄登10位須本光希12位島田高志郎                                           |
| 16 | 2012 | 京都市：京都アクアリーナ                         | 優勝西山真瑚2位島田高志郎4位木科雄登5位壷井達也6位三宅星南7位鍵山優真12位森口澄士13位本田ルーカス剛史 |
| 17 | 2013 | ひたちなか市：笠松運動公園アイススケート場       | 優勝佐藤駿2位壷井達也4位本田ルーカス剛史6位鍵山優真7位片伊勢武8位吉岡希                               |
| 18 | 2014 | 高槻市：関西大学アイスアリーナ                   | 優勝佐藤駿2位片伊勢武3位吉岡希6位三浦佳生                                                             |
| 19 | 2015 | 西東京市：ダイドードリンコアイスアリーナ         | 優勝中村俊介4位三浦佳生9位垣内珀琉                                                                    |
| 20 | 2016 | 尼崎市：尼崎スポーツの森                         | 優勝中村俊介2位垣内珀琉5位森本涼雅                                                                    |
| 21 | 2017 | 大津市：滋賀県立アイスアリーナ                   | 優勝森本涼雅18位田内誠悟                                                                              |
| 22 | 2018 | 高石市：大阪府立臨海スポーツセンター             | 2位田内誠悟3位中田璃士                                                                                |
| 23 | 2019 | 西東京市：ダイドードリンコアイスアリーナ         | 優勝中田璃士27位高橋星名                                                                              |
| 24 | 2020 | 前橋市：ALSOKぐんまアイスアリーナ                | 5位高橋星名                                                                                           |
| 25 | 2021 | 大津市：滋賀県立アイスアリーナ                   | |
| 26 | 2022 | 札幌市：札幌市月寒体育館                         | |
| 27 | 2023 | 西東京市：ダイドードリンコアイスアリーナ         | |
| 28 | 2024 | 尼崎市：尼崎スポーツの森                         | |

### 女子シングル

#### ノービスA
| 回 | 年   | 開催地                                           | 主な出場選手 |
| -- | ---- | ------------------------------------------------ | --- |
| 1  | 1997 | 長野市：長野市真島総合スポーツアリーナ           | 優勝山崎愛里彩3位鈴木明子9位中野友加里22位小笠原牧子                                                                 |
| 2  | 1998 | 新宿区：明治神宮外苑アイススケート場             | 優勝中野友加里9位太田由希奈11位曾根美樹                                                                              |
| 3  | 1999 | 新宿区：明治神宮外苑アイススケート場             | 優勝安藤美姫3位太田由希奈7位小川真理恵19位平井絵己36位新海史子                                                       |
| 4  | 2000 | 松戸市：新松戸アイスアリーナ                     | 優勝安藤美姫3位武田奈也4位北村明子6位澤田亜紀7位浅田舞15位小川真理恵19位瀬尾茜                                       |
| 5  | 2001 | 神戸市：神戸市立ポートアイランドスポーツセンター | 優勝澤田亜紀2位武田奈也5位北村明子6位浅田舞7位村元小月10位金彩華14位石川翔子27位井上はるか30位澤山璃奈               |
| 6  | 2002 | 川越市：東武川越スケートセンター                 | 優勝浅田真央3位高山睦美4位村元小月5位水津瑠美13位井上はるか22位川崎梨沙                                              |
| 7  | 2003 | 甲府市：小瀬スポーツ公園アイスアリーナ           | 優勝浅田真央2位高山睦美4位水津瑠美6位鈴木真梨14位國分紫苑20位前田陽可                                                |
| 8  | 2004 | 新宿区：明治神宮外苑アイススケート場             | 3位鈴木真梨7位後藤亜由美22位前田陽可                                                                                 |
| 9  | 2005 | 川越市：東武川越スケートセンター                 | 優勝中村愛音2位西野友毬4位村元哉中28位壬生川真優                                                                     |
| 10 | 2006 | 倉敷市：ヘルスピア倉敷                           | 優勝西野友毬2位中村愛音6位藤澤亮子7位村上佳菜子18位細田采花                                                          |
| 11 | 2007 | 八戸市：新井田インドアリンク                     | 2位藤澤亮子4位細田采花5位村上佳菜子7位友滝佳子                                                                       |
| 12 | 2008 | 八戸市：新井田インドアリンク                     | 優勝佐藤未生4位庄司理紗6位鈴木春奈8位河西歩果11位友滝佳子18位本郷理華23位中塩美悠27位花城みなみ                      |
| 13 | 2009 | 八戸市：新井田インドアリンク                     | 2位庄司理紗3位加藤利緒菜4位宮原知子5位新田谷凜6位佐藤未生8位河西歩果11位木原万莉子13位森衣吹26位竹野比奈28位鈴木春奈 |
| 14 | 2010 | 千葉市：アクアリンクちば                         | 優勝加藤利緒菜2位宮原知子3位新田谷凜4位磯邉ひな乃6位竹野比奈17位永井優香18位松田悠良                                 |
| 15 | 2011 | 西東京市：ダイドードリンコアイスアリーナ         | 2位松田悠良3位永井優香5位坂本花織7位三原舞依28位須崎海羽                                                             |
| 16 | 2012 | 京都市：京都アクアリーナ                         | 優勝坂本花織2位樋口新葉3位三原舞依4位紀藤裕香6位横井ゆは菜7位鈴木沙弥13位須崎海羽                                    |
| 17 | 2013 | ひたちなか市：笠松運動公園アイススケート場       | 優勝樋口新葉2位青木祐奈3位本田真凜4位鈴木沙弥5位白岩優奈19位笠掛梨乃34位廣谷帆香36位川畑和愛                         |
| 18 | 2014 | 高槻市：関西大学アイスアリーナ                   | 優勝青木祐奈2位本田真凜4位白岩優奈5位渡辺倫果6位川畑和愛9位滝野莉子11位紀平梨花14位山下真瑚28位三浦璃来              |
| 19 | 2015 | 西東京市：ダイドードリンコアイスアリーナ         | 優勝紀平梨花2位山下真瑚3位岩野桃亜4位渡辺倫果11位本田望結15位住吉りをん16位松岡あかり                                |
| 20 | 2016 | 尼崎市：尼崎スポーツの森                         | 優勝住吉りをん2位岩野桃亜3位松岡あかり4位河辺愛菜6位本田望結14位松生理乃29位千葉百音                                 |
| 21 | 2017 | 大津市：滋賀県立アイスアリーナ                   | 優勝吉田陽菜5位河辺愛菜6位千葉百音10位柚木心結11位松生理乃14位田中梓沙25位清水咲衣                                   |
| 22 | 2018 | 高石市：大阪府立臨海スポーツセンター             | 2位本田紗来4位畑崎李果7位田中梓沙8位清水咲衣30位柚木心結                                                             |
| 23 | 2019 | 西東京市：ダイドードリンコアイスアリーナ         | 優勝畑崎李果3位柴山歩4位本田紗来5位中井亜美6位髙木謠30位來田奈央                                                     |
| 24 | 2020 | 前橋市：ALSOKぐんまアイスアリーナ                | 優勝島田麻央2位柴山歩3位中井亜美4位櫛田育良6位和田薫子10位村上遥奈11位髙木謠                                         |
| 25 | 2021 | 大津市：滋賀県立アイスアリーナ                   | 優勝島田麻央2位和田薫子3位村上遥奈5位上薗恋奈                                                                        |
| 26 | 2022 | 札幌市：札幌市月寒体育館                         | 優勝上薗恋奈 |
| 27 | 2023 | 西東京市：ダイドードリンコアイスアリーナ         | |
| 28 | 2024 | 尼崎市：尼崎スポーツの森                         | |

#### ノービスB
| 回 | 年   | 開催地                                           | 主な出場選手                                                                            |
| -- | ---- | ------------------------------------------------ | --------------------------------------------------------------------------------------- |
| 1  | 1997 | 長野市：長野市真島総合スポーツアリーナ           | 優勝太田由希奈12位小川真理恵                                                            |
| 2  | 1998 | 新宿区：明治神宮外苑アイススケート場             | 2位小川真理恵3位安藤美姫6位武田奈也12位澤山璃奈13位浅田舞17位北村明子                   |
| 3  | 1999 | 新宿区：明治神宮外苑アイススケート場             | 優勝武田奈也3位澤田亜紀5位北村明子6位浅田真央7位浅田舞13位瀬尾茜                        |
| 4  | 2000 | 松戸市：新松戸アイスアリーナ                     | 優勝浅田真央5位高山睦美14位村元小月19位石川翔子20位小野珠実                             |
| 5  | 2001 | 神戸市：神戸市立ポートアイランドスポーツセンター | 優勝浅田真央3位水津瑠美4位高山睦美9位鈴木真梨                                           |
| 6  | 2002 | 川越市：東武川越スケートセンター                 | 3位高橋成美6位村元哉中9位鈴木真梨15位後藤亜由美16位前田陽可                             |
| 7  | 2003 | 甲府市：小瀬スポーツ公園アイスアリーナ           | 優勝中村愛音2位村元哉中5位西野友毬10位村上佳菜子12位壬生川真優19位後藤亜由美            |
| 8  | 2004 | 新宿区：明治神宮外苑アイススケート場             | 優勝西野友毬2位中村愛音4位村上佳菜子6位友滝佳子13位藤澤亮子                             |
| 9  | 2005 | 川越市：東武川越スケートセンター                 | 優勝藤澤亮子2位村上佳菜子5位友滝佳子                                                    |
| 10 | 2006 | 倉敷市：ヘルスピア倉敷                           | 3位友滝佳子9位庄司理紗10位河西歩果19位鈴木春奈                                          |
| 11 | 2007 | 八戸市：新井田インドアリンク                     | 優勝宮原知子2位庄司理紗3位佐藤未生5位木原万莉子7位河西歩果10位本郷理華17位花城みなみ    |
| 12 | 2008 | 八戸市：新井田インドアリンク                     | 優勝宮原知子4位木原万莉子5位加藤利緒菜9位新田谷凜17位永井優香19位竹野比奈24位真崎かれん |
| 13 | 2009 | 八戸市：新井田インドアリンク                     | 8位松田悠良18位永井優香32位紀藤裕香                                                     |
| 14 | 2010 | 千葉市：アクアリンクちば                         | 2位紀藤裕香12位樋口新葉19位三原舞依22位須崎海羽24位坂本花織                             |
| 15 | 2011 | 西東京市：ダイドードリンコアイスアリーナ         | 2位本田真凜3位樋口新葉9位川畑和愛12位青木祐奈15位鈴木沙弥30位平川香織                   |
| 16 | 2012 | 京都市：京都アクアリーナ                         | 優勝本田真凜3位白岩優奈4位川畑和愛9位青木祐奈15位山下真瑚                               |
| 17 | 2013 | ひたちなか市：笠松運動公園アイススケート場       | 優勝渡辺倫果2位岩野桃亜3位山下真瑚8位本田望結                                           |
| 18 | 2014 | 高槻市：関西大学アイスアリーナ                   | 優勝岩野桃亜2位松岡あかり15位住吉りをん19位河辺愛菜25位本田望結                         |
| 19 | 2015 | 西東京市：ダイドードリンコアイスアリーナ         | 2位河辺愛菜9位吉田陽菜21位千葉百音31位清水咲衣                                          |
| 20 | 2016 | 尼崎市：尼崎スポーツの森                         | 優勝吉田陽菜4位本田紗来10位柚木心結18位清水咲衣                                         |
| 21 | 2017 | 大津市：滋賀県立アイスアリーナ                   | 優勝本田紗来2位畑崎李果12位髙木謠13位櫛田育良14位中井亜美27位柴山歩                     |
| 22 | 2018 | 高石市：大阪府立臨海スポーツセンター             | 優勝中井亜美4位髙木謠5位島田麻央10位櫛田育良22位柴山歩24位和田薫子                      |
| 23 | 2019 | 西東京市：ダイドードリンコアイスアリーナ         | 優勝島田麻央4位和田薫子5位村上遥奈                                                      |
| 24 | 2020 | 前橋市：ALSOKぐんまアイスアリーナ                | 2位上薗恋奈                                                                             |
| 25 | 2021 | 大津市：滋賀県立アイスアリーナ                   |                                                                                         |
| 26 | 2022 | 札幌市：札幌市月寒体育館                         |                                                                                         |
| 27 | 2023 | 西東京市：ダイドードリンコアイスアリーナ         |                                                                                         |
| 28 | 2024 | 尼崎市：尼崎スポーツの森                         |                                                                                         |

### アイスダンス
| 回 | 年   | 開催地                                     | 主な出場選手            |
| -- | ---- | ------------------------------------------ | ----------------------- |
| 15 | 2011 | 西東京市：ダイドードリンコアイスアリーナ   | 優勝小芝風花            |
| 16 | 2012 | 京都市：京都アクアリーナ                   |                         |
| 17 | 2013 | ひたちなか市：笠松運動公園アイススケート場 | 優勝立野在              |
| 18 | 2014 | 高槻市：関西大学アイスアリーナ             |                         |
| 19 | 2015 | 西東京市：ダイドードリンコアイスアリーナ   |                         |
| 20 | 2016 | 尼崎市：尼崎スポーツの森                   | 優勝吉田唄菜            |
| 21 | 2017 | 大津市：滋賀県立アイスアリーナ             | 2位森田真沙也           |
| 22 | 2018 | 高石市：大阪府立臨海スポーツセンター       | 2位森田真沙也           |
| 23 | 2019 | 西東京市：ダイドードリンコアイスアリーナ   |                         |
| 24 | 2020 | 前橋市：ALSOKぐんまアイスアリーナ          | 優勝來田奈央/森田真沙也 |
| 25 | 2021 | 大津市：滋賀県立アイスアリーナ             |                         |
| 26 | 2022 | 札幌市：札幌市月寒体育館                   |                         |
| 27 | 2023 | 西東京市：ダイドードリンコアイスアリーナ   |                         |
| 28 | 2024 | 尼崎市：尼崎スポーツの森                   |                         |